# Czerniawa Sucha
Czerniawa Sucha (także Suchy Groń albo Sucha Góra) – szczyt o wysokości 1062 m n.p.m. w Paśmie Jałowieckim w Beskidzie Żywiecko-Orawskim. Według Aleksego Siemionowa prawidłowa nazwa to Sucha Góra, takiej bowiem nazwy uzywali okoliczni mieszkańcy, zaś rosnący na niej las nazywali Czerniawą. Nazwę Czerniawa Sucha wprowadziła mapa austriacka i nazwa ta utrzymała się na wszystkich późniejszych polskich mapach.
Czerniawa Sucha znajduje się w głównym grzbiecie Pasma Jałowieckiego, pomiędzy Beskidkiem (1045 m) a Jałowcem, oddzielona od niego Suchą Przełęczą (982 m). Jest zwornikiem; w zachodnim kierunku odchodzi od niej grzbiet Lachowego Gronia. Czerniawa Sucha ma dość długi grzbiet, w którym wyróżnia się 3 wierzchołki: zachodni (1051 m), środkowy, najwyższy (1062 m) i wschodni zwany Beskidkiem, najmniejszy (1045 m). Przebiegają przez nią dwa szlaki turystyczne, krzyżujące się nieco po zachodniej stronie wierzchołka.
Czerniawa Sucha jest w większości porośnięta lasem, ale od południowej strony wysoko, niemal pod wierzchołek Beskidka na jej stokach wspinają się pola i zabudowania należącego do Koszarawy przysiółka Bystra. Z górnej części tych pól (pod lasem) szeroka panorama widokowa obejmująca Pasmo Policy, Babią Górę i Małą Babią Górę, Kolisty Groń z Halą Kamińskiego, Pilsko i Romankę.
Według regionalizacji Polski opracowanej przez Jerzego Kondrackiego Czerniawa Sucha znajduje się w Paśmie Jałowieckim należącym do Beskidu Makowskiego. Na mapach i w przewodnikach turystycznych Pasmo Jałowieckie zaliczane jest zazwyczaj do Beskidu Żywieckiego, w najnowszej regionalizacji z 2018 roku do Beskidu Żywiecko-Orawskiego. Przez szczyt Czerniawej Suchej i jej grzbietem biegnie granica między miejscowościami Zawoja w województwie małopolskim i Koszarawa w województwie śląskim.

## Szlaki turystyczne
odcinek: Koszarawa Cicha – Czerniawa Sucha – przełęcz Klekociny – Kolisty Groń – Przełęcz Jałowiecka – Cyl – Babia Góra (Ścieżka Żywczaków)
 Koszarawa – Lachów Groń – Czerniawa Sucha – przełęcz Sucha – Jałowiec